# Клостерле
Клостерле (нім. Klösterle) — містечко й громада округу Блуденц в землі Форарльберг, Австрія.
Клестерле лежить на висоті 1073 м над рівнем моря і займає площу 62,31 км². Громада налічує 690 мешканців. 
Густота населення 11/км².  
Округ Блуденц лежить на півдні Форальбергу і межує зі Швейцарією. Місцеве населення, як і мешканці всього Форальбергу, розмовляє алеманським діалектом німецької мови, а тому ближче до швейцарців, ніж до населення більшої частини Австрії, яке розмовляє баварсько-австрійським діалектом. Основною індустрією Форальбергу є спортивний туризм, і кожен населений пункт має розвинуту інфраструктуру: транспорт, готелі тощо.     
Громада складається з 4 селищ: самого Клостерле, Лангена, Штубега й Данефена. У селищі Клостерле є залізнична станція.
|                                    |
| Клостерле на мапі округу та землі. |

 Адреса управління громади: Klösterle 59c, 6754 Klösterle. 

## Демографія
Історична динаміка населення міста за даними сайту Statistik Austria